# Alvinczy Imre
Alvinczy Imre (Albertirsa, 1897. március 11. – Budapest, 1971. augusztus 1.) magyar ügyvéd, újságíró, országgyűlési képviselő (1947–1953).

## Élete
Bleyer családnéven született, református vallásban, Bleyer Ignác kovácsmester, később lókereskedő és Lustig Ilona házasságából. Szüleit korán elvesztette. Középiskolai tanulmányai után, 1915. augusztus 15-én katonai szolgálatra vonult be, ahonnan csak 1919 végén szerelt le. Az eltelt évek alatt jelentős időt töltött a fronton az első világháború különböző hadszínterein, két ízben is könnyebb sebesülést szenvedett el.
Pályáját újságíróként kezdte, 1921-ben Vázsonyi Vilmos lapjánál, a Nagy Magyarországnál, ahol előbb riporter, később politikai munkatárs volt. Ezzel párhuzamosan elvégezte a jogi egyetemet; diplomáját 1925-ben szerezte meg, ami mellé 1927-ben letette a bírói és az ügyvédi szakvizsgát is. Ettől fogva leginkább ügyvédként dolgozott, bár egyes időszakokban más jogászi feladatokat is ellátott.
Még 1925-ben lépett be a Vázsonyi nevével fémjelzett Nemzeti Demokrata Polgári Pártba (NDPP), melynek húsz éven keresztül a tagja maradt, közben 1938-ban kinevezték a párt főügyészének, 1942-től pedig társelnöki tisztséget is viselt. 1938–1940 között kisebb-nagyobb megszakításokkal ismét katonai szolgálatot teljesített, mint tüzértiszt; később munkaszolgálatra vezényelték. Szálasi Ferenc hatalomra jutásakor megszökött alakulatától, s a következő időszakot különböző helyeken bujkálva töltötte.
1945-től visszatért az ügyvédi praxishoz, a következő évben pedig magyarosította nevét. 1947-ben belépett a Független Magyar Demokrata Pártba (FMDP), és elindult az azévi parlamenti képviselő-választáson is. 1947. augusztus 31-én mandátumot is szerzett, Fejér és Komárom-Esztergom vármegyék, illetve Székesfehérvár törvényhatósági város közös választókerületében. Tagja maradt az országgyűlésnek az 1949. májusi választás után is, akkor már a Magyar Függetlenségi Népfront nagy-budapesti választókerületi jelöltjeként. 1949–1954 között tagja volt a népfront Országos Tanácsának is, ügyvédként pedig ebben az időszakban főleg olyan személyeket védett, akik ellen disszidálási kísérlet miatt indultak büntetőeljárások.
1959-ben, múltbéli tevékenységeire hivatkozva megpróbálták eltiltani az ügyvédi hivatástól, de az FMDP korábbi vezetőjének, Balogh Istvánnak közbenjárása ezt végül is megakadályozta. 1960. október 21-én viszont államrend elleni izgatás gyanújával indult büntetőeljárás vele szemben, mert
```
„az adatok szerint évek óta rendszeresen tesz izgató kijelentéseket a Luxor Eszpresszóban egy hét-nyolc főből álló asztaltársaság előtt”.
```

Ezt az eljárást néhány héten belül ugyancsak megszüntették, mert bár a hatóságok szerint valóban ellenséges beállítottságú volt a népköztársaság ellen, de kijelentései nem merítették ki az izgatás büntetőjogi fogalmát.

## Művei
- Az árdrágító visszaélés jogszabályai. Összeállította és jegyzetekkel ellátta Politzer Zsigmond. Budapest, 1946